# Maku (Iran)
Maku (persisch ماكو, DMG Mākū; auch Mahku und Máhkú) ist eine Stadt in der nordwestlich gelegenen iranischen Provinz West-Aserbaidschan.
Sie liegt 22 km von der türkischen Grenze entfernt und befindet sich auf einer Höhe von 1634 m und wird vom Zangmar durchflossen, der in den umliegenden Bergen entspringt. Die Stadt hat etwa 47.000 Einwohner (2012). Westlich der Stadt wurde die Freie Handels- und Industriezone Maku eingerichtet.

## Bevölkerung
Die Bevölkerung setzt sich aus Aserbaidschanern und Kurden zusammen. Beide Volksgruppen beanspruchen die Stadt für sich. Laut Aserbaidschanern war diese Gegend die Heimat der turkmenischen Qara Qoyunlu. Auch die Armenier beanspruchen diese Stadt für sich, so befindet sich in Iran ca. 20 km südlich von Maku das ehemals armenische Kloster Sankt Thaddäus.

## Geschichte
Die Region gehörte in der Antike zum Herrschaftsgebiet der Meder und danach zum Perserreich. Zur Zeit der Herrschaft der Zentralasiatischen Turkvölker war Maku im 17. Jahrhundert eines der aserbaidschanischen Khanate, die nach dem Zusammenbruch der Safawidenherrschaft bestehen blieben.

## Name

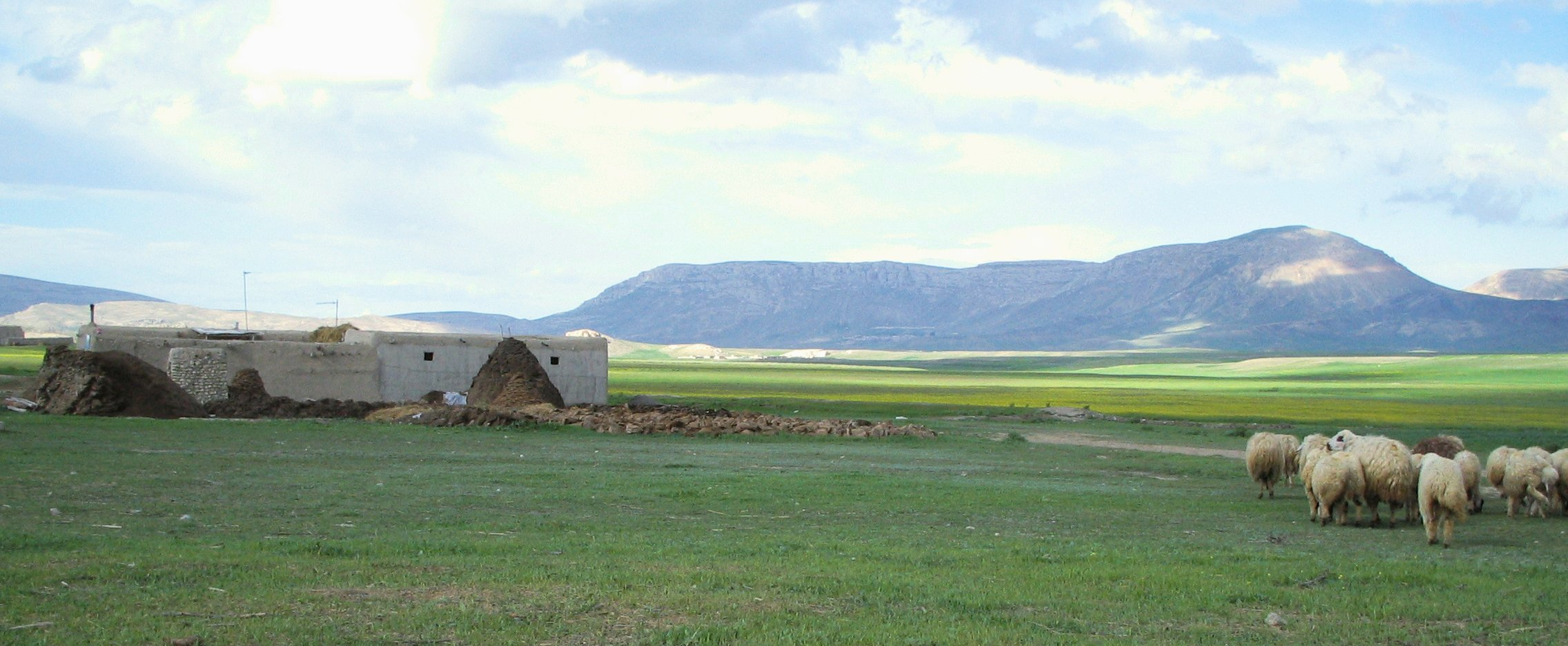
Landschaft in der Nähe von Maku

Da diese Region in der Antike zu Medien gehörte, vermutet man, dass der Name der Stadt von dem persischen Begriff Mad kuh („Berg der Meder“) stammt. Maku könnte sich aber auch von den persischen Wörtern Mah („Mond“) Kuh („Berg“) zusammengesetzt haben. Also „Mondberg“ oder „Bergmond“. Eine andere Erklärung wäre Máh („Mond“) Ku („wo“), also „Wo ist der Mond“? Das bezog sich darauf, dass die Stadt von hohen Bergen umgeben ist, die den Mond verbergen. Eine dritte Erklärung wäre das armenische Wort Maki, das sinngemäß einen Ort beschreibt, wo Schafe genug zu essen haben.

## Bauwerke
- Baqcheh Jooq Palast: Er stammt aus der Ära der Kadscharen und diente bis 1974 als Sitz des Gouverneurs. Heute ist dort ein Museum untergebracht.
- Ruinen eines Forts